# Néko
Pour l’article ayant un titre homophone, voir Neko.
Néko est une localité du sud de la Côte d'Ivoire et appartenant au département de Lakota, Région du Sud-Bandama. La localité de Néko est un chef-lieu de commune.